# Genki Ōmae
Genki Ōmae (jap. 大前 元紀, Ōmae Genki; * 10. Dezember 1989 in Yokohama) ist ein japanischer Fußballspieler auf der Position des Stürmers. Er steht seit 2022 bei Kyōto Sanga unter Vertrag.

## Karriere
Der Spieler Genki Ōmae begann seine Karriere in der J-League bei Shimizu S-Pulse, wo er hauptsächlich als Flügelstürmer auf der rechten Offensivseite eingesetzt wurde. In der Saison 2012 erzielte er für Shimizu S-Pulse in 34 Spielen 13 Tore. Mit seinem Verein erreichte er das Finale des J.League Cup 2012. Im Halbfinale gegen den FC Tokyo war Ōmae der entscheidende Spieler, als ihm ein Hattrick beim 3:0-Sieg gelang. Im Finale unterlag Shimizu S-Pulse mit 1:2 den Kashima Antlers, wobei Ōmae den zwischenzeitlichen Ausgleich zum 1:1 erzielte.
Wechsel in die Bundesliga zu Fortuna Düsseldorf:
Am 6. Dezember 2012 wechselte Ōmae zum Bundesligisten Fortuna Düsseldorf und unterschrieb einen Vertrag bis zum 30. Juni 2015. Am 20. Januar 2013 gab er sein Debüt in der Bundesliga, als er bei der 2:3-Niederlage gegen den FC Augsburg für Andreas Lambertz eingewechselt wurde. Trotz dieses Wechsels konnte sich Ōmae bei Fortuna Düsseldorf nicht dauerhaft durchsetzen. Rückkehr zu Shimizu S-PulseIm August 2013 wurde Ōmae an seinen ehemaligen Verein Shimizu S-Pulse ausgeliehen, der Leihvertrag lief bis zum 31. Mai 2014. Nach Ablauf der Leihe wurde Ōmae im Mai 2014 fest von Shimizu S-Pulse verpflichtet. In den folgenden Jahren etablierte er sich erneut als wichtiger Bestandteil der Mannschaft.
Wechsel zu Kyōto:
SangaIm Januar 2022 schloss sich Ōmae ablösefrei dem Erstligaaufsteiger Kyōto Sanga an. Mit seiner Erfahrung unterstützte er die Mannschaft in der J1 League.

## Auszeichnungen
- J2 League: Torschützenkönig 2018